# Sore
Sore – miejscowość i gmina we Francji, w regionie Nowa Akwitania, w departamencie Landy.
Według danych na rok 1990 gminę zamieszkiwały 883 osoby, a gęstość zaludnienia wynosiła 6 osób/km² (wśród 2290 gmin Akwitanii Sore plasuje się na 476. miejscu pod względem liczby ludności, natomiast pod względem powierzchni na miejscu 11.).